# Bacchus
Bacchus és una òpera en quatre actes amb música de Jules Massenet i llibret en francès de Catulle Mendès. Es va estrenar a l'Òpera Garnier de París el 5 de maig de 1909.

## Personatges
| Personatge                                                                                        | Tessitura    | Repartiment de l'estrena Director d'orquestra: Henri Rabaud |
| ------------------------------------------------------------------------------------------------- | ------------ | ----------------------------------------------------------- |
| Bacchus                                                                                           | tenor        | Lucien Pierre Muratore                                      |
| Ariane                                                                                            | soprano      | Lucienne Bréval                                             |
| Regni Amahelli                                                                                    | mezzosoprano | Lucy Arbell                                                 |
| Révérend Ramavacon                                                                                | baix         | André Gresse                                                |
| Kéléyi                                                                                            | soprano      | Antoinette Laute-Brun                                       |
| Silène                                                                                            | baríton      | Marcelin Duclos                                             |
| Mahouda                                                                                           | baríton      | Triadou                                                     |
| Pourna                                                                                            | tenor        | Nansen                                                      |
| Ananda                                                                                            | baríton      | Cerdan                                                      |
| Manthra, una manyaga                                                                              | paper mut    | Blanche Kerval                                              |
| Clotho                                                                                            | paper parlat | Brilli                                                      |
| Perséphone                                                                                        | paper parlat | Renée Parny                                                 |
| Andéros                                                                                           | paper parlat | de Max                                                      |
| Cor: seguidors de Persèfone, monges, monjos, guerrers, sacerdots, bacantes, faunes, veus divines. |              |                                                             |